# Chaussin
Chaussin är en kommun i departementet Jura i regionen Bourgogne-Franche-Comté i östra Frankrike. Kommunen ligger i kantonen Chaussin som tillhör arrondissementet Dole. År 2022 hade Chaussin 1 576 invånare.

## Befolkningsutveckling
Antalet invånare i kommunen Chaussin
Referens:INSEE